# Jean Vatout
Jean Vatout, né à Villefranche-sur-Saône (Rhône) le 26 mai 1791 et mort à Claremont (Angleterre) le 3 novembre 1848, est un écrivain, haut fonctionnaire et homme politique français.

## Biographie

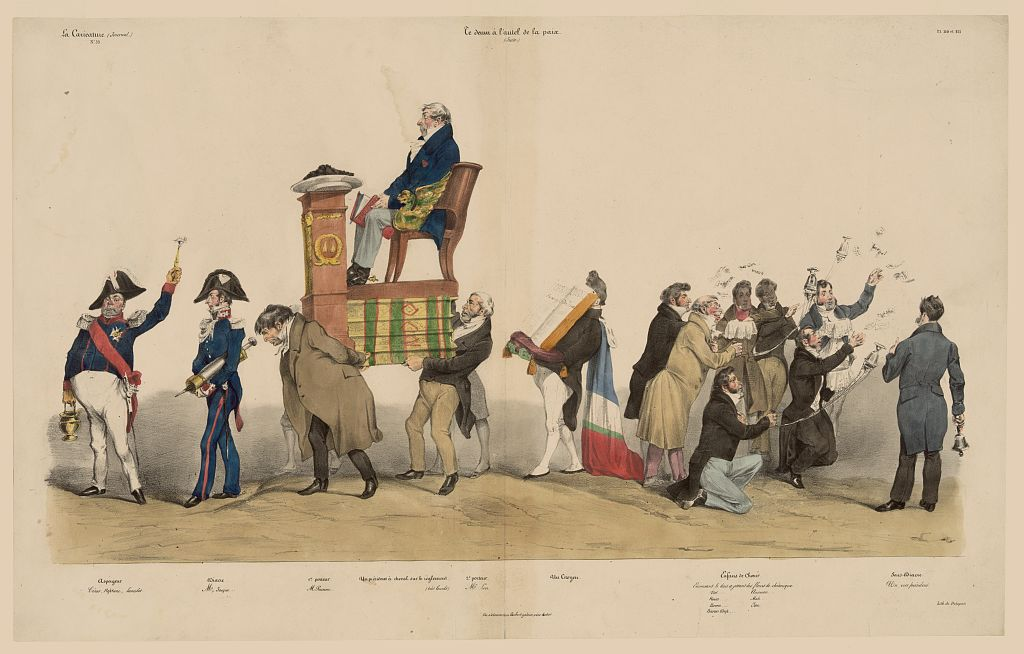
« Te deum à l'autel de la paix »
Dessin de Grandville paru dans La Caricature en novembre 1831.
De gauche à droite : L'aspergeur, le général Georges Mouton ; le diacre, le général Jean-François Jacqueminot ; un président à cheval sur le règlement, Amédée Girod de l'Ain ; 1er porteur, Clément-François-Victor-Gabriel Prunelle ; 2e porteur, Benjamin-François Levrault ; un citoyen, le roi Louis-Philippe Ier, le visage caché par un livre ; les enfants de chœur, Jean Vatout, Auguste Hilarion de Kératry, Alphonse-Marie-Marcellin-Thomas Bérenger, Antoine Gabriel Jars, Alphonse Jacques Mahul, Auguste Victor Hippolyte Ganneron ; le sous-diacre.

Jean Vatout naît le 26 mai 1791 à Villefranche-sur-Saône. Il est le fils de Jérôme Vatout, négociant, et de son épouse, Philiberte Burdiat. 
Secrétaire de Boissy d'Anglas jusqu'en 1814, Jean Vatout fut sous-préfet de Libourne pendant les Cent-Jours, puis sous-préfet de Semur-en-Auxois de 1819 à 1820. À partir de 1822, il fit partie de la maison du duc d'Orléans avec le titre de bibliothécaire ; il devint premier bibliothécaire du roi en 1832. Selon une rumeur, il aurait été un fils naturel de Philippe-Égalité, et donc un demi-frère de Louis-Philippe. Celui-ci appréciait la gaieté de son caractère et ses chansons gauloises. Après 1830, il fut conseiller d'État, président du Conseil des bâtiments civils, président de la commission des monuments historiques (1837) et député de Semur de 1831 à 1848.
Il encouragea les débuts littéraires d'Alexandre Dumas.
Après plusieurs tentatives infructueuses, il fut élu à l'Académie française le 6 janvier 1848. Il suivit dans l'exil Louis-Philippe, au château de Claremont, dans le Surrey (printemps 1848). La tuyauterie en plomb de ce château étant vétuste, Vatout tomba malade et mourut d'un empoisonnement par saturnisme peu de temps après.

## Distinctions
- Chevalier de la Légion d'honneur (31 mars 1831)[2]
- Officier de la Légion d'honneur (30 avril 1836)[2]
- Commandeur de la Légion d'honneur (10 octobre 1841)[2]

## Œuvres
- Les aventures de la fille d'un roi, racontées par elle-même  (1820-1821) : histoire allégorique et plaisante de la Charte octroyée par Louis XVIII.
- Mémoires de M. le baron Pergami  (1820), avec Sophie Nichault de la Valette
- Les Gouvernements représentatifs au congrès de Troppau (1821)
- De l'Assemblée constituante (1822)
- Catalogue historique des tableaux appartenant au duc d'Orléans, 4 vol. (1823-1826)
- La nièce d'un roi (1824)
- Galerie lithographiée des tableaux du duc d'Orléans, 2 vol. (1824-1829)
- Stanislas de Girardin (1827)
- Les polissons (1827)
- Histoire du Palais Royal (1830)
- L'idée fixe, roman (1830)
- La conspiration de Cellamare, roman (1832)
- Souvenirs historiques des résidences royales de France, 7 vol. (1837-1846)
- Le château d'Eu (1844)
- Le Maire d'Eu et L'Écu de France : deux chansons qui ont été populaires.